# Pelhřimov (nádraží)
Pelhřimov je železniční stanice v jižní části okresního města Pelhřimov v Kraji Vysočina nedaleko říčky Bělé. Leží na neelektrizované jednokolejné trati Tábor – Horní Cerekev. Přibližně 300 metrů severně je umístěno městské autobusové nádraží.

## Historie
Stanice byla vybudována státní společností Českomoravská transverzální dráha (BMTB), jež usilovala o dostavbu traťového koridoru propojujícího již existující železnice v ose od západních Čech po Trenčianskou Teplou. První vlak zde projel 1. října 1888, 17. prosince byl zahájen pravidelný provoz v úseku z Tábora do Horní Cerekve. Vzhled budovy byl vytvořen dle typizovaného architektonického vzoru shodného pro všechna nádraží v majetku BMTB. V areálu nádraží bylo vystavěno též nákladové nádraží či bytové domy pro drážní zaměstnance.Českomoravská transverzální dráha byla roku 1918 začleněna do sítě ČSD.
Roku 1982 byl vydán souhlas ke stavbě nové staniční budovy, kterou realizoval OSP Humpolec. Stará stavba byla zbořena roku 1985 a 29. dubna 1988 došlo ke slavnostnímu otevření nové budovy, u příležitostí 100. výročí dovedení železnice do Pelhřimova. V letech 2007-2008 prošlo nádraží opravou a modernizací.[zdroj?]

## Popis
Nacházejí se zde tři jednostranná nástupiště, k příchodu k vlakům slouží přechod přes koleje.